# Lintorf (Ratingen)

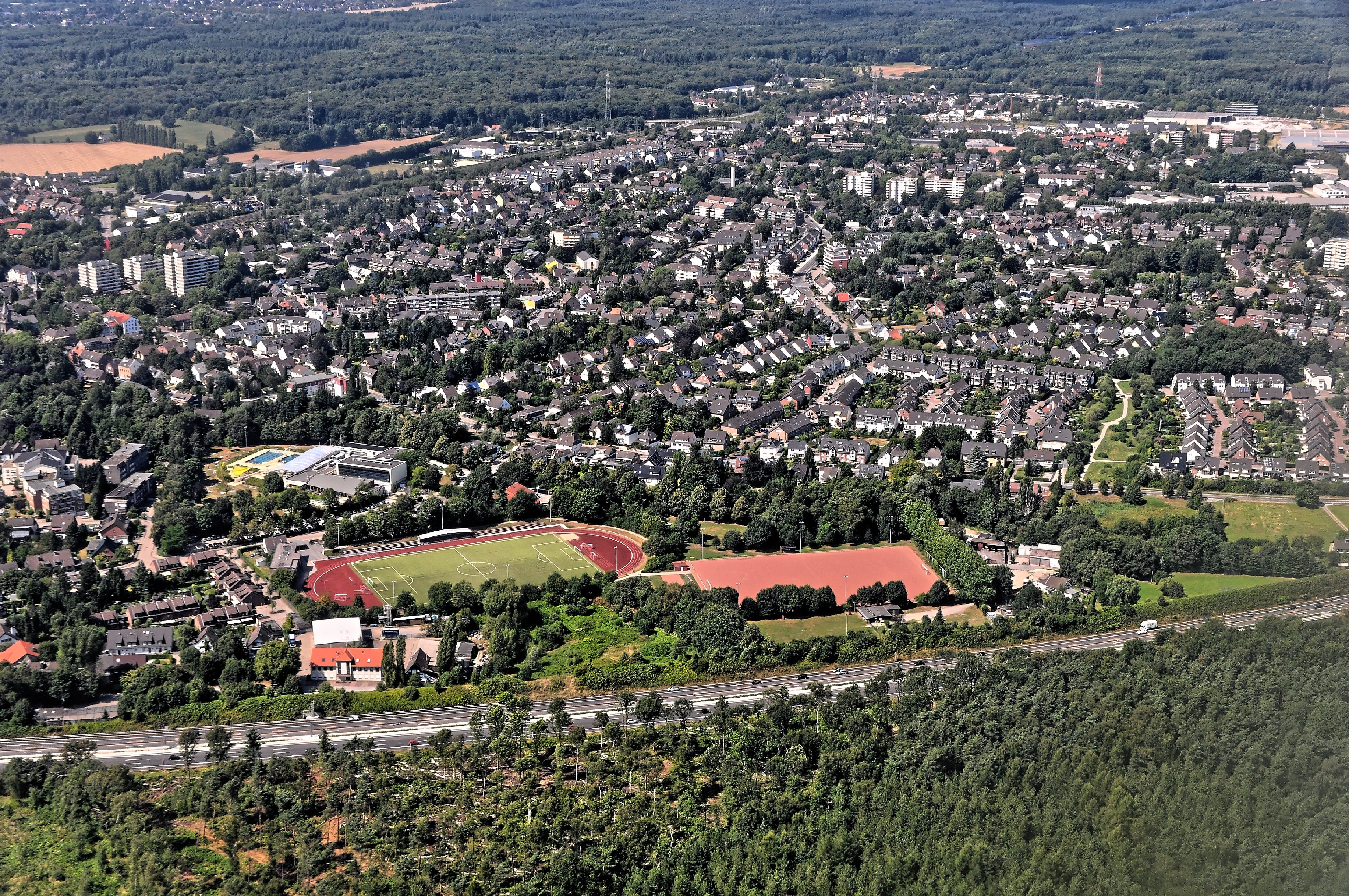
Lintorf von oben

Lintorf ist ein Stadtteil im nordwestlichen Gebiet der Stadt Ratingen am Übergang des Vorlandes des Bergischen Landes in die niederrheinische Tiefebene. Eine bäuerliche Waldsiedlung am Dickelsbach wurde als Linthorpe im Jahr 1052 erstmals urkundlich erwähnt, die ältesten gefundenen Anzeichen für menschliche Besucher oder Bewohner sind dagegen etwa 13.000 Jahre alt. Um 1850 hatte die Siedlung erstmals über 1000 Bewohner. 1975 wurde das Dorf mit ca. 11.000 Einwohnern in die Stadt Ratingen eingemeindet. Im Jahr 2021 hatte Lintorf 15.109 Bewohner. Der Stadtteil grenzt im Norden an den Mülheimer Ortsteil Selbeck und den Duisburger Stadtteil Rahm und im Westen an den Düsseldorfer Stadtteil Angermund; er liegt auf einer Höhe von 35 Metern über NN und umfasst eine Fläche von 16,85 km² (2003, als Stadtteil).

## Geographie
Lintorf liegt an der vielbefahrenen Güterzugstrecke Duisburg–Düsseldorf, auf der zwischen 1876 und 1983 auch Personenzüge verkehrten. Der Ort ist umgeben von den Autobahnen A 52 (Essen-Düsseldorf, Ausfahrt Ratingen-Tiefenbroich), A 524 (Autobahnkreuz Breitscheid – Duisburg-Rahm (-Krefeld), Ausfahrt Ratingen-Lintorf), A 3 (Oberhausen-Köln, Ausfahrt A 52) und liegt im nördlichen Rand der Einflugschneise des Düsseldorfer Flughafens (3 km Luftlinie).

## Öffentliche Verkehrsmittel

### Öffentlicher Personennahverkehr
Im ÖPNV ist Lintorf sehr gut erschlossen. Mehrere Buslinien verbinden Lintorf mit Ratingen und Düsseldorf, dabei verkehren die meisten in Richtung Düsseldorf-Derendorf S-Bahnhof und Düsseldorf Hbf. Dies sind die Schnellbuslinie 55 und die regulären Buslinien 752 und 754. Dabei verkehren die 752 außerhalb der Hauptverkehrszeit und die 754 stets über Tiefenbroich und Ratingen West, während die Schnellbuslinie 55 und die Buslinie 752 innerhalb der Hauptverkehrszeit direkt über die A 52 nach Düsseldorf fahren. Die Buslinie 751 fährt in die benachbarten Orte Angermund und Hösel und stellt dort den Anschluss an die S-Bahnen an den Bahnhöfen Angermund (S 1) an der Bahnstrecke Köln–Duisburg und Hösel (S 6) an der Ruhrtalbahn her, dabei liegt die S-Bahn-Station Angermund Lintorf am nächsten, die S-Bahn-Station Hösel ist aber in Richtung Essen die interessantere. In Lintorf verkehren zwei Ortsbus-Linien, die O 16 und die O 19. Die O 16 verkehrt in der einen Richtung nach Ratingen Mitte und Ostbahnhof und in der Gegenrichtung nach Breitscheid zur Stadtgrenze zu Mülheim-Mintard und Essen-Kettwig. Die O 19 verkehrt als Anruflinie nur innerhalb Lintorfs. Nachts verkehrt die Disco-Linie 1. Betrieben wird der gesamte ÖPNV von der Rheinbahn.
| Linie | Linienweg / Takt / Anmerkungen |
| ----- | --- |
| SB 55 | Düsseldorf Hbf – Stadtmitte, Oststraße – Jacobistraße (Pempelforter Straße , 200 m) – Pempelfort, Münsterstraße/Feuerwache – Derendorf – Mörsenbroich, Heinrichstraße 1 – Ratingen-Lintorf, Tiefenbroicher Straße2 – Lintorf, Rathaus – Rehhecke – Lintorf, Siemensstraße HVZ ca. alle 20 min (mit Linie 752), Mo–Fr auch abends und Sa nur tagsüber alle 60 min; Abschnitt 1–2 über die B 1/A 52; Weitere Haltestellen nur in Lintorf; während der HVZ verkehrt die Linie 752 über dieselbe Strecke; Abschnitt zum Motor Hotel wird seit 2012 nicht mehr bedient.      |
| 751   | Linienast 1: D-Kaiserswerth, Klemensplatz – Schloss Kalkum – D-Angermund, Auf der Krone (Angermund , 300 m) / Linienast 2: Angermund – Hauptlinienweg: Im Großen Winkel – Am Fettpott – Ratingen-Lintorf, Am Wüstenkamp – Rehhecke – Am Kämpchen – Lintorf, Rathaus – Lintorf, Friedhof – Ratingen-Breitscheid, Krummenweg – Ratingen, Hösel |
| 752   | Mülheim Hbf – MH-Stadtmitte – Schloß Broich – MH-Saarn, Friedrich-Freye-Straße;– MH-Selbeck, Stooter Straße – Ratingen-Breitscheid, Krummenweg – Lintorf, Friedhof – Am Kämpchen – Rehhecke – Lintorf, Rathaus – Tiefenbroicher Straße – ( Ratingen-Tiefenbroich, Annastraße – Ratingen, Kaiserswerther Straße – Ratingen-West, Dieselstraße – Eckampstraße – Düsseldorf, Neu-Lichtenbroich – ) Mörsenbroich, Heinrichstraße – D-Derendorf – Pempelfort, Münsterstraße/Feuerwache – Stadtmitte, Jacobistraße (Pempelforter Straße , 200 m) – Oststraße – Düsseldorf Hbf |
| 754   | Ratingen-Lintorf, Siemensstraße – Rehhecke – Lintorf, Rathaus – Tiefenbroicher Straße – Ratingen-Tiefenbroich, Annastraße – Kaiserswerther Straße – Ratingen-West, Dieselstraße – Eckampstraße – Düsseldorf, Neu-Lichtenbroich – Mörsenbroich, Heinrichstraße – D-Derendorf – Pempelfort, Münsterstraße/Feuerwache – Stadtmitte, Jacobistraße (Pempelforter Straße , 200 m) – Oststraße – Düsseldorf Hbf |
| O 16  | Linie betreibt ein anderes Unternehmen oder ist zurzeit nicht in Betrieb |
| O 19  | Linie betreibt ein anderes Unternehmen oder ist zurzeit nicht in Betrieb |
| DL 1  | Ratingen-Hösel → Ratingen-Eggerscheidt – Ratingen-Breitscheid, Krummenweg – Ratingen-Lintorf – Ratingen-Tiefenbroich – Ratingen-West – Ratingen Mitte – Ratingen Ost |

### Schienenpersonennahverkehr
Im SPNV ist Lintorf derzeit nicht erschlossen, es gibt jedoch Planungen, im Rahmen des „Zielnetzes 2040“ und der Reaktivierung des Personenverkehrs auf der Ratinger Westbahn einen S-Bahn-Halt in Lintorf zu errichten.

## Geschichte
Archäologische Funde innerhalb des Ortsgebietes setzen bereits im späteiszeitlichen Interstadial (GI 1) ein und gehören dem Zeitabschnitt des in Frankreich so bezeichneten Azilien an, der im Rheinland insbesondere durch die Kultur der „Federmessergruppen“ repräsentiert wird:
„Im rechtsrheinischen Dünengelände bei Lintorf (Stadt Ratingen) wurde ein kleines Schieferplättchen gefunden, das auf beiden Seiten mit parallelen Linien versehen ist (Abb. 400,4); ein in unmittelbarer Nachbarschaft gefundenes Federmesserbruchstück macht eine Datierung in das Azilien (Federmessergruppen ca. 12.000 bis 10.750 v. Chr) wahrscheinlich.“

Nur wenig später wurde auf demselben Fundplatz das Fragment einer zweiten gravierten Schieferplatte aufgelesen, die in einer akademischen Arbeit von Nathalie Powels an der Fakultät für Urgeschichte der Universität Köln analysiert und vorgestellt wurde.

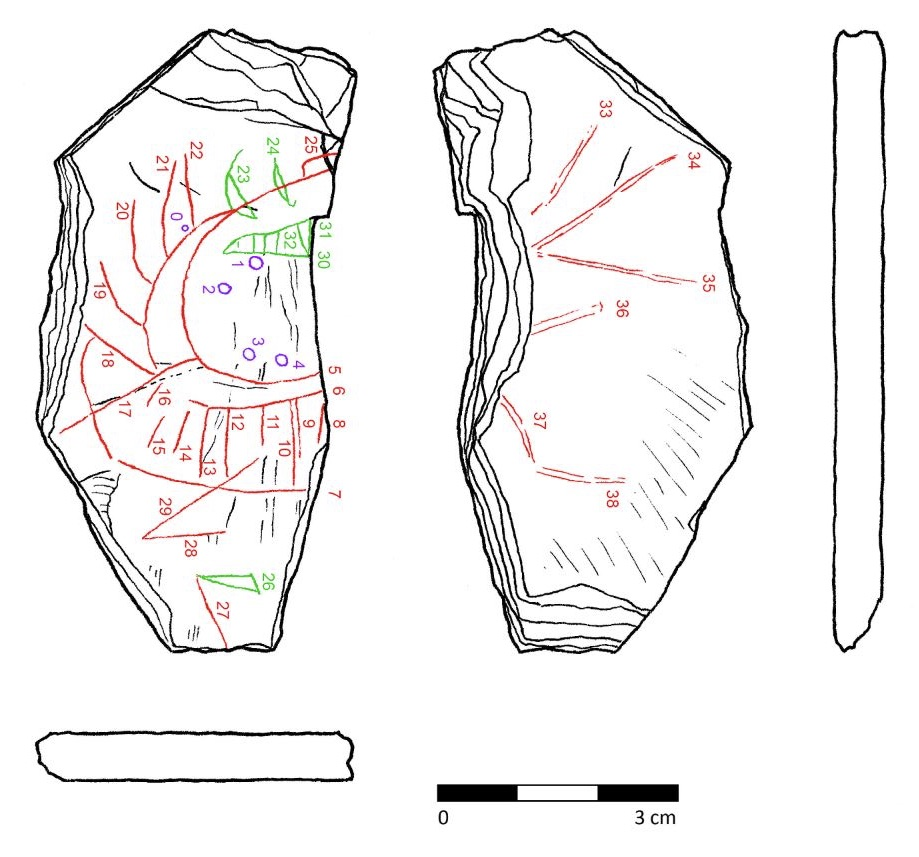
Die zweite auf dem spätaltsteinzeitlichen Fundplatz in Lintorf entdeckte Schiefergravur (Thomas van Lohuizen/Umzeichnung Nathatlie Powels)

In dieser Zeit waren Elch, Hirsch und Ur die wichtigsten Jagdtiere. Der Beleg des Federmessers aus baltischen Feuerstein überliefert für den Lintorfer Rastplatz die gesicherte frühe Form einer Pfeilspitze. Die weiträumige Verbreitung dieser Projektile dokumentiert die zunehmende Ausbreitung der Jagd mit Pfeil und Bogen im westlichen Mitteleuropa. Ein weiterer wichtiger rechtsrheinischer Fundplatz der Federmessergruppen im Rheinland wurde nur wenige Kilometer nordwestlich von Lintorf bei Düsseldorf-Angermund entdeckt.
In der Folgezeit wurde derselbe Dünenzug wiederholt von Jägern und Sammlern der Nacheiszeit (jüngere Dryaszeit/Dryas III; ab ca. 9650 v. Chr.) aufgesucht. Kleine Personengruppen von wildbeuterisch lebenden Sammlern und Jägern des Mesolithikum hinterließen dort im Verlauf ihrer Aufenthalte Kernsteine und Abfallstücke der Grundformproduktion, kleinformatige Klingen, kurze Kratzer und einige bereits fertig gestellte und fein retuschierte kleinformige Geräteeinsätze (sog. „Mikrolithen“). Verwendet wurde weit bevorzugt baltischer Feuerstein, der in guter Qualität im östlichen Ortsgebiet und über das angrenzende Ortsgebiet von Ratingen-Breitscheid hinaus, bis zur Ruhr hin in den glazialen Geschiebeablagerungen aufgelesen werden konnte.
Aus der Jungsteinzeit ist aus Lintorf der Fund einer vollständig erhaltenen Beilklinge des Typs „Durrington“ aus alpinen Mineralgestein besonders hervorzuheben.

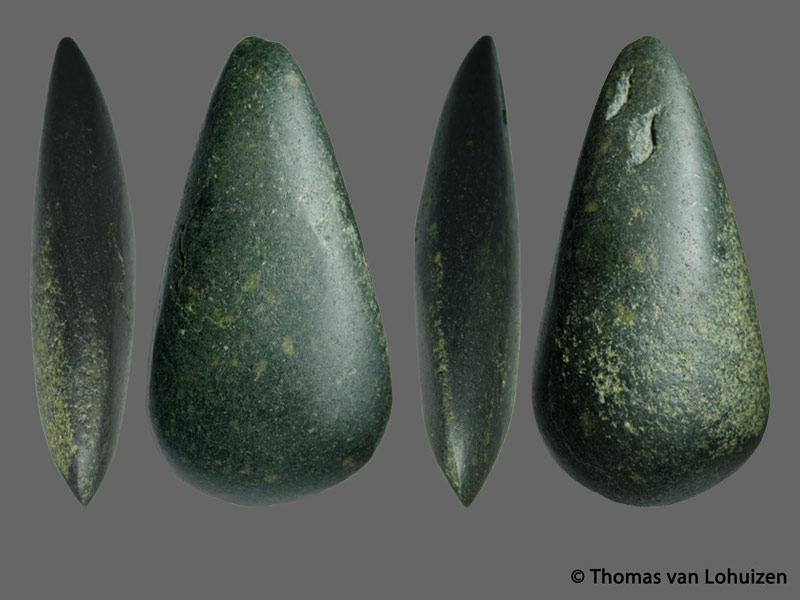
Beilklinge vom Typ „Durrington“ (Länge 8,4 cm) aus dem Mineralgestein Eklogit vom Monte Viso (Italien) gefunden 1995 in der Flur „Im Soestfeld“ in Lintorf

Das extrem seltene Artefakt konnte im Verlauf der Anlage eines Regenwasserrückhaltebeckens in der Flur „Im Soestfeld“ in seiner vermutlich kultisch begründeten aufrecht stehenden Deponierung beobachtet werden. Das verwendete Gestein wurde am Mineralogischen Institut des Königlichen Afrikamuseum in Tervuren (Belgien) analysiert. Es entstammt einem archäologisch erschlossenen jungsteinzeitlichen Steinbruch von Eklogit auf dem Monte Viso auf Italienischen Gebiet in den Cottischen Alpen. Die senkrechte Auffindungsposition der Beilklinge, die mit dem Nacken nach unten und der Schneidenpartie nach oben ausgerichtet worden war, entspricht Beobachtungen im gesamten Verbreitungsgebiet solcher Beilklingen im westlichen Mitteleuropa. Die Weitergabe der seltenen, praktisch kaum einmal verwendeten Beilklingen aus den grünfarbigen alpinen Mineralgesteinen Jadeitit, Eklogit und Omphacit, verlief von den südlichen Produktionsstätten ausgehend, über die Flussläufe der Rhône, der Mosel und des Rheins bis nach Großbritannien und Dänemark. Der Lintorfer Fundbeleg entstammt einer frühen Produktionsphase der alpinen Beilklingen aus Mineralgesteinen und datiert über Vergleichsstücke in die Zeit des 5. Jahrtausends v. Chr. Als sehr wahrscheinliche „Kultobjekte“ wurden insbesondere die großformatigen alpinen Beilklingen im gesamten westlichen Mitteleuropa bis zu eintausend Jahre lang von Generation zu Generation weiter gegeben, bevor sie zuletzt, wie hier in Lintorf, in Deponierungen niedergelegt wurden. Spätestens im Verlauf des 3. Jahrtausends v. Chr. wurden die mutmaßlichen Kultbeilklingen in ganz Europa in Paaren oder einzeln, überwiegend in der Nähe von Gewässern, gelegentlich auch in Höhlen und in komplexen Grabanlagen niedergelegt. Damit scheint ein grundlegender kultureller Wandel verbunden gewesen zu sein. Das in Lintorf geborgene kleinformatige Exemplar fand sich im südlich gelegenen Auenbereich des Dickelsbaches. Es repräsentiert eine sehr frühe und charakteristischerweise kleinformatige Form der alpinen „Prunkbeilklingen“ in der typologischen Abfolge.
Rund um den heutigen Ort finden sich auch aus späterer Zeit vielfältige Hinweise auf Siedlungen der Eisen- sowie der römischen Kaiserzeit. Für die späte Eisenzeit fällt eine größere Anzahl der Bruchstücke von spätlaténezeitlichen Glasarmringfragmenten auf.
Aus der römischen Kaiserzeit sind Grabfunde bekannt, die beim Bau der ev. Kirche aufgedeckt wurden, sowie reiche Keramik- und Knochenfunde dieser Zeit, die bei der Anlage einer Kanaltrasse westlich des Beeker Hofes und bei Anlage eines Regenrückhaltebeckens in der unmittelbar angrenzenden Flur „Im Soestfeld“ zutage kamen. Eine Goldprägung des Kaisers Valens (328–378 n. Chr.), die im 19. Jh. in der Flur im Soestfeld entdeckt wurde und ein Follis, eine Kleinmünze Konstantin des Großen (270/288–337 n. Chr.) geben noch für das 4. Jahrhundert n. Chr. den Hinweis auf einen offenbar intensiven Austausch mit der Römischen Provinz in dieser grenznahen Region.

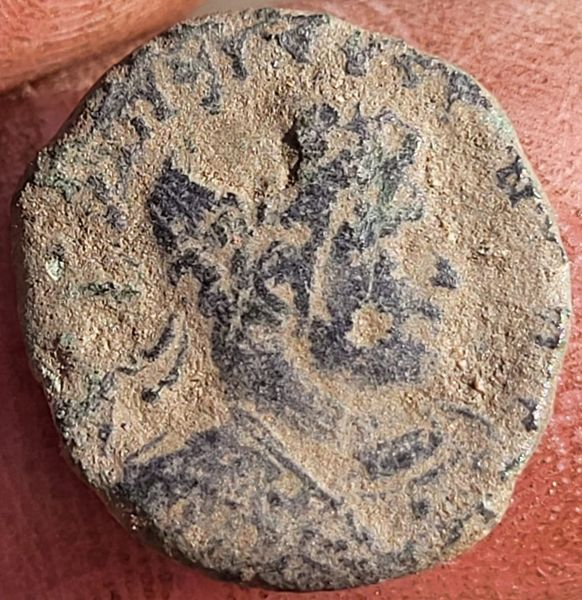
Follis CONSTANTINVS II gefunden in Ratingen-Lintorf in noch ungereinigten Fundzustand

Am 4. Juli 2022 wurde im Verlauf einer Oberflächenprospektion zur Vorbereitung einer Baumaßnahme, eine weitere Kleinmünze (Follis) der Konstantinischen Dynastie entdeckt. Es handelt sich um die Emission eines Sohnes Konstantin des Großen, Konstantin II. (Flavius Claudius Constantinus/römischer Kaiser von 337 bis 340). Als Kaiser wendete er sich im Jahr 340 gegen seinen mitregierenden Bruder Constans und starb im Kampf nahe der italienischen Stadt Aquileia. In der Gesamtübersicht von Funden der römischen Kaiserzeit bestand in Lintorf ein überraschend weitläufiges germanisches Siedlungsgelände. Gerade die beiden Kleinmünzen (Follis) zeigen an, dass Lintorf im 4. Jh. offenbar zum der Rheingrenze vorgelagerten Wirtschaftsraum des spätrömischen Reiches gehört hat, in dem sich auch solche Kleinnmünzen im Umlauf befanden. Die großflächige germanische Siedlung bei Ratingen-Lintorf befindet sich seit der Neugestaltung der Ausstellung im Rheinischen Landesmuseums in Bonn im Jahr 2023 auch auf der dort mit ausgestellten Landkarte der römischen Rheingrenze mit den rechtsrheinisch begleitenden einheimisch-germanischen Siedlungen.
Im Mittelalter war das rechtsrheinische Gebiet zwischen Ruhr und Düssel weitgehend ein großes Waldgebiet, in dem eine „Mark Linthorpe“ 1052 angeführt wurde. Darin lag eine bäuerliche Streusiedlung, die urkundlich ebenfalls erstmals im Jahre 1052 erwähnt wurde. Diese Streusiedlung war rund um den Dickelsbach angelegt worden, der in Ratingen-Hösel entspringt und etwa 15 km nördlich in Duisburg in den Rhein mündet. Der kleine Bach war jahrhundertelang die Lebensader des Ortes. So trieb er viele Mühlen an und diente als Wasserreservoir für Mensch und Tier. Oft versetzte er die Bewohner des auf der Niederterrasse des Rheins gelegenen Ortes in Not, wenn er über die Ufer trat und Dorf und die mageren Äcker überflutete. Archäologische Funde belegen eine menschliche Besiedlung Lintorfs bis zurück in die Eisenzeit. Im Hoch- und Spätmittelalter waren in Lintorf Besitztümer aus Düsseldorf-Gerresheim, des Klosters Werden sowie Allodien der Grafen von Berg angelegt. Bis weit in die Gegenwart hinein sind viele Immobilien sowie Land- und Waldflächen im Besitz der Grafen von Spee, die die Lintorfer Geschichte lange als Grundbesitzer prägten.

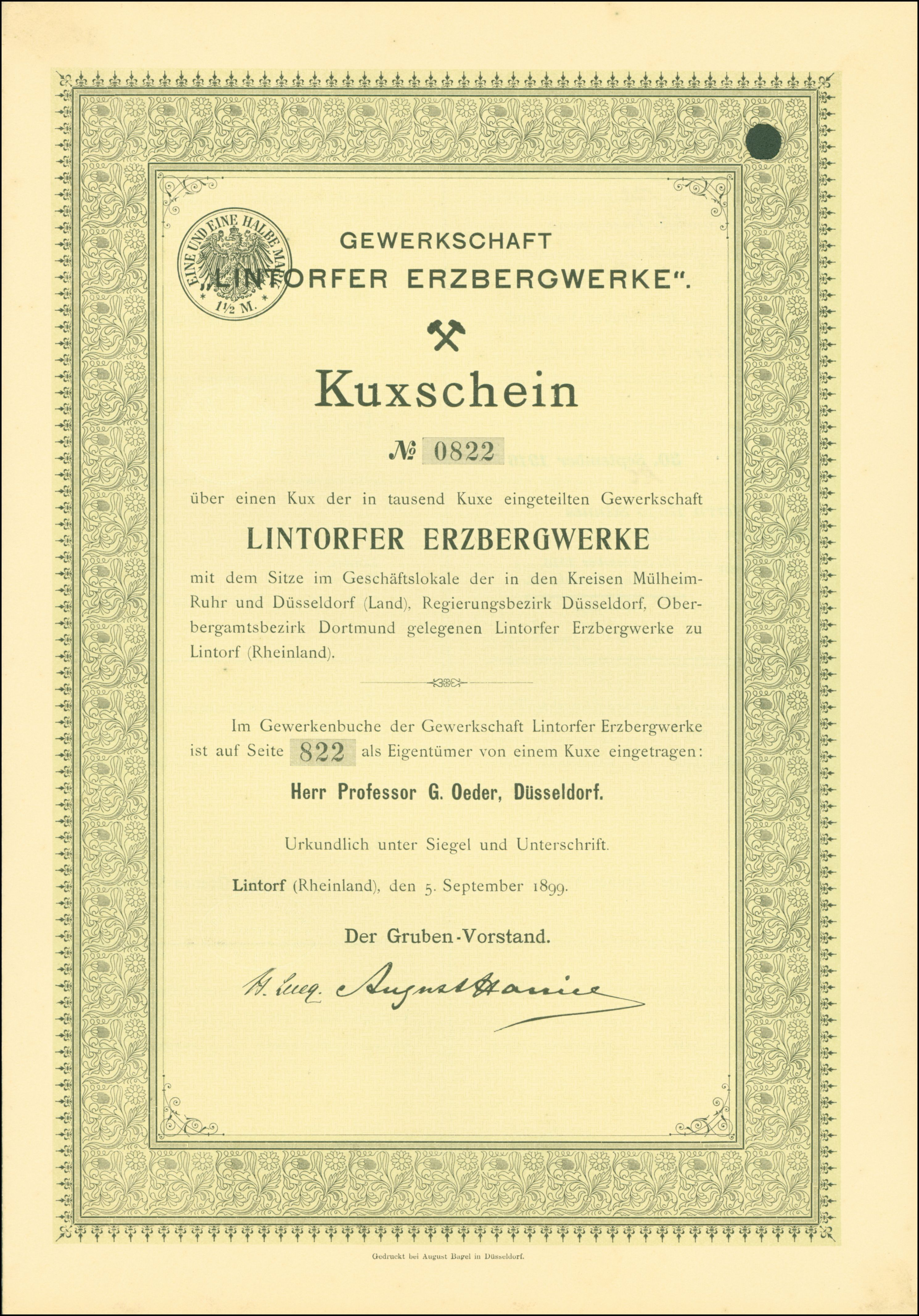
Kuxschein der Gewerkschaft Lintorfer Erzbergwerke vom 5. September 1899 mit den Unterschriften der Grubenvorstände August Haniel und Heinrich Lueg

Anfangs gehörte Lintorf zum Kirchspiel St. Peter und Paul in Ratingen. Eine eigene Kirche hatte der Ort vielleicht seit dem 11. Jahrhundert. Ein Dominus Didericus war als Pfarrer 1362 in Lyntorp nachweisbar. Vermutlich um die Mitte des 15. Jahrhunderts wurde Lintorf eine eigenständige Pfarre (St. Anna) und ein von Ratingen unabhängiges Kirchspiel. Kirchherr des Kirchspiels Lintorf waren die Herzöge von Berg. Der frühste namentlich bekannte Pfarrer in St. Anna war Johann Rover (1467). Er wird zusammen mit Kaplan Lambrecht Rover, der Johann Rovers Nachfolger wurde, im Bruderschaftsbuch der St.-Sebastianus-Bruderschaft von 1470 erwähnt.
Das äußere Erscheinungsbild änderte sich über Jahrhunderte kaum. Während des Dreißigjährigen Krieges gab es mehrere Durchmärsche und Plünderungen. 1662 verständigten sich die Katholiken und die Reformierten in Lintorf per Vertrag auf einen Modus Vivendi. Die Bevölkerung ernährte sich durch Kleinlandwirtschaft und Holzwirtschaft. Seit Mitte des 18. Jahrhunderts gab es mehrere Industrialisierungsversuche, unter anderem 1751 mit einer Dampfmaschine und einer Pumpe, die Grundwasser aus Schächten pumpen sollte. Diese Bemühungen wurden während des gesamten 19. Jahrhunderts fortgeführt, so etwa beim Bleiabbau im Waldgebiet „Die Drucht“ sowie die Ton- und Kiesgewinnung. Es bestand eine Gewerkschaft Lintorfer Erzbergwerke. Es ist nicht unbegründet, Lintorf ab 1900 als Industriedorf inmitten des rheinisch-westfälischen Industriegebiets zu bezeichnen.
Die 1844 durch Theodor Fliedner gegründete Pastoral-Gehülfen-Anstalt für männliche Diakonie in Duisburg richtete im Jahr 1851 in Lintorf das „Asyl für verwahrloste Erwachsene männlichen Geschlechts“ (Lintorfer Asyl) ein.
Der Lintorfer Ortskern und der Süden (umgangssprachlich „Dorp“ genannt) waren der Schwerpunkt kleinbürgerlicher und bäuerlicher Bevölkerungsteile, der Norden („Busch“ genannt), der durch eine Kleingüterbahn vom eigentlichen Dorf abgetrennt war, war überwiegend Standort der Industrie. 1927 waren 2152 Katholiken und 674 Protestanten gemeldet. Eine Zählung vom Oktober 1935 nennt 3227 Einwohner, davon 2218 Katholiken, 859 Protestanten, 55 Andersgläubige und 95 Dissidenten. Bereits seit 1874 war Lintorf an die Eisenbahnstrecke Duisburg-Düsseldorf angebunden, zudem gab es seit 1876 eine eigene Poststation. Lintorf verfügte über drei Volksschulen: die evangelische Schule an der Duisburger Straße mit 69 Schülern (1930), die 1902 gegründete katholische Schule II („Büscher-Schule“) im Lintorfer Norden mit 97 Schülern (1930) sowie die 1926/1927 neu erbaute Volksschule I an der Admiral-Graf-von-Spee-Straße mit 178 Schülern (1930). 1878 wurde die heutige katholische Pfarrkirche St. Anna fertiggestellt.
Während der NS-Zeit kam es in Lintorf zu Misshandlungen politischer Gegner. 1937 bekam Lintorf ein eigenes Wappen, das der Düsseldorfer Heraldiker Wolfgang Pagenstecher im Auftrag der NS-Kreisleitung entworfen hatte, das jedoch keine historischen Wurzeln hat. Während des Krieges wurde ein Zwangsarbeiterlager der Firma Krupp errichtet. Die Ortschaft Lintorf sollte laut einem Aufruf des Düsseldorfer NSDAP-Gauleiters Friedrich Karl Florian noch im Frühjahr 1945 evakuiert werden, Lintorf wurde jedoch am Vormittag des 17. April von US-amerikanischen Truppen befreit. Am 21. April 1945 nahm sich Generalfeldmarschall Walter Model, Befehlshaber der deutschen Ruhrkesseltruppen, zwischen Lintorf und Duisburg das Leben. Über 100 Lintorfer Zivilisten und Soldaten starben während des Krieges.
In Lintorf bestanden zwei Klöster: Das 1916/1917 gegründete Kloster der Dernbacher Schwestern (Arme Dienstmägde Jesu Christi, Ancillae Domini Jesu Christi, Ordenskürzel: ADJC) auf der Krummenweger Straße (Klosterstraße) bestand bis Mitte der 1960er Jahre, und das Kloster der Kreuzherren (Orden vom Heiligen Kreuz, Ordo sanctae crucis, OSC), die seit 1963 in Lintorf wirkten und 1963 eine eigene Pfarrkirche erbauten, die St. Johannis Maria Vianney-Kirche. Das Kloster bestand offiziell von 1968 bis 2006. Das große Pfarrheim „Haus Anna“ wurde 1960 in Anwesenheit des Kölner Erzbischofs Kardinal Joseph Frings eingeweiht. Es umfasste einen Veranstaltungssaal und eine eigene Gastronomie. Im Juli 2003 wurde Haus Anna abgerissen.
In der Nachkriegszeit siedelten sich mehrere größere Betriebe, wie die Zweiradwerke Hoffmann (Lizenzfertigung des Motorrollers Vespa), die Firma Constructa (Waschmaschinen) sowie die Firma Harsco (früher Hünnebeck) (Schalungen und Gerüste) an. Es sind die Unternehmen Vodafone-Group mit einem Rechenzentrum und seit 2011 Makita mit der Deutschlandzentrale in Lintorf ansässig.
Der Abriss fast des gesamten alten Dorfkerns mit seiner Mischung aus bergischem Fachwerk und niederrheinischem Klinker erfolgte in den 1970er Jahren. Das wohl markanteste Charakteristikum der Lintorfer Geschichte in den Jahren nach der Eingemeindung ist der rasante Wandel, der den Ratinger Stadtteil sich zu seinem heutigen Erscheinungsbild hat entwickeln lassen und ihm zum Status eines attraktiven und bevorzugten Wohnstandortes verhalf. Zugleich kamen in den Jahren seit 1975 viele Neubauten hinzu, die das Ortsbild Lintorfs in Zukunft prägen werden. Ende der 1980er Jahre entstanden zwischen dem Soestfeld und der Ratinger Siedlung die Annette-Kolb-Straße und die Ina-Seidel-Straße, die – so wie die anderen Straßen der Siedlung auch – nach Schriftstellern benannt wurden. In den 1990er Jahren wurde das Feldstück an der Krummenweger Straße erschlossen und in ein Wohnviertel umgebaut. Hier entstanden Straßen, deren Benennung an Persönlichkeiten der Lintorfer Ortsgeschichte erinnern: der SPD-Politiker Fritz Windisch (1916–1985), Lintorfer Bürgermeister von 1950 bis 1952 und von 1958 bis 1961; der Kirchmeister und Schöffe Johann Heinrich Steingen (1712–1776); die Ordensschwester Schwester Helia (1883–1968), der Lehrer und Ratinger Bürgermeister August Prell (geboren 1799) und die Hebamme Anna Fohrn (1909–1989). Der Stadtrat beschloss diese Benennungen in den Jahren 1990 und 1993.
Nach einem Umbau des alten Lintorfer Frei- und Hallenbades eröffneten die Stadtwerke Ratingen am 1. August 2006 das moderne Allwetterbad an der Jahnstraße, zu dem neben den Schwimmbecken auch Wellness-Dienstleistungen und Saunaanlagen gehören.

### Ortsname
Die urkundlichen Erwähnungen linthorpe, Lynthorpa, Lintorp, Linntorf, Lindorff oder ähnliche verweisen nicht, wie ursprünglich angenommen wurde, auf einen keltischen Ursprung oder auf die Bedeutung „Linden-Dorf“, sondern könnten althochdeutscher Herkunft sein und etwa „Dorf am Wasser“ oder „Dorf am geschlängelten Bach“ (Dickelsbach) bedeuten, wobei „thorpen“ in fränkischer Zeit eingefriedete Siedlungen waren. Die Lintorfer selbst nannten sich in niederfränkischer Mundart „Lengtörper“, wurden aber auch „Quickefrieter“ (Queckefresser) oder „Sandhasen“ genannt.

### Zugehörigkeit
Seit dem 14. Jahrhundert unterstand Lintorf dem Amt Angermund des Herzogtums Berg. Lintorf wurde 1806 im Großherzogtum Berg zum Flecken in der Mairie Angermund im Département Rhein (Arrondissement Düsseldorf, Kanton Ratingen). Die nach der Franzosenzeit vom Königreich Preußen begründete Rheinprovinz erhielt im Juli 1815 einen Regierungsbezirk Düsseldorf, im April 1816 darin einen Landkreis Düsseldorf (von 1820 bis 1872 nur Kreis), der auch die Bürgermeisterei Angermund umfasste, zu der die Gemeinde Lintorf gehörte. Bei der Verwaltungsneuordnung von 1929 verlor Lintorf große Gebietsteile an den Stadtkreis Duisburg-Hamborn und gehörte nun zum Kreis (von 1939 bis 1969 aber Landkreis) Düsseldorf-Mettmann, der sich aus den Resten der beiden namensgebenden Vorgängerkreise zusammensetzte. Lintorf gehörte von 1929 bis 1974 zum Amt Angerland (bis 1950 Amt Ratingen Land genannt). Verwaltungssitz des Amtes war seit 1949 Lintorf. Von 1949 bis 1955 befand sich dabei die Amtsverwaltung im Saal der Gaststätte Holtschneider (im ehemaligen Franzensgut, Abriss 1967), dann im neu erbauten Rathaus an der Ecke Speestraße / Krummenweger Straße. Am 1. Januar 1975 wurde die bis dahin selbstständige politische Gemeinde Lintorf vom nordrhein-westfälischen Landtag gegen den Widerstand einer breiten Mehrheit der Einwohner in die Stadt Ratingen eingemeindet (Kreis Mettmann, Regierungsbezirk Düsseldorf, Land Nordrhein-Westfalen).

### Bevölkerungsentwicklung
| 1816   | 1836   | 1939  | 1950  | 1961   | 1970   | 2000   | 2001   | 2002   | 2003   | 2004   | 2005   | 2006   | 2007   | 2008   | 2009   | 2010   | 2011   | 2012   | 2013   | 2014   | 2015   | 2016   | 2017   | 2018   | 2019   | 2021   |
| ------ | ------ | ----- | ----- | ------ | ------ | ------ | ------ | ------ | ------ | ------ | ------ | ------ | ------ | ------ | ------ | ------ | ------ | ------ | ------ | ------ | ------ | ------ | ------ | ------ | ------ | ------ |
| 0872   | 0963   | 3.671 | 6.263 | 7.722  | 10.593 | 14.951 | 15.069 | 15.048 | 15.138 | 15.148 | 15.305 | 15.247 | 15.286 | 15.152 | 15.101 | 15.095 | 15.227 | 15.228 | 15.150 | 15.162 | 15.227 | 15.267 | 15.271 | 15.301 | 15.214 | 15.109 |
| [ 23 ] | [ 23 ] |       |       | [ 22 ] | [ 22 ] |        |        |        |        |        | [ 24 ] | [ 24 ] | [ 24 ] | [ 24 ] | [ 24 ] | [ 24 ] | [ 25 ] | [ 25 ] | [ 25 ] | [ 25 ] | [ 25 ] | [ 26 ] | [ 27 ] | [ 26 ] |        | [ 1 ]  |

Seit 2015 gehören meldepflichtbedingt auch übergangsweise in Notunterkünften oder ZUEs des Landes untergebrachte Menschen zur sogenannten „Hauptwohnsitzbevölkerung“ im Melderegister und fließen in die Einwohnerzahlstatistik Lintorfs ein.

## Gemeinschafts- und Vereinswesen
Lintorf hat ein Schulzentrum, das eine Realschule und ein Gymnasium umfasst. Zudem gibt es zwei katholische und eine städtische Grundschule und mehrere Kindergärten. Die katholische Pfarrgemeinde (St. Anna und St. Johannes) ist mit der von Ratingen-Hösel (St. Bartholomäus) und Ratingen-Breitscheid (St. Christophorus) zusammengefasst, die evangelische mit der von Düsseldorf-Angermund. Beide pflegen ein lebendiges Gemeindewesen mit Kirchenchören und Jugendgruppen, Kolpingfamilie, KAB und Bücherei. Die Kaiserswerther Diakonie unterhält ein Senioren- und Pflegeheim („Haus Salem“, eröffnet 2005), die Duisburger Diakonie ein psychiatrisches Krankenhaus mit angeschlossener Suchtklinik („Flieder-Krankenhaus“). Die Stadtbibliothek Ratingen unterhält eine Zweigstelle im alten Rathaus. An der Jahnstraße besteht seit 1983 ein städtisches Jugendzentrum, die „Manege“.
Zu den größten Vereinen zählen der Breitensportverein TuS 08 Lintorf e. V., der Fußballclub RotWeiss Lintorf 1928 e. V., der Verein Lintorfer Heimatfreunde e. V., der jährlich die Jahresschrift „Die Quecke. Ratinger und Angerländer Heimatblätter“ herausgibt, die 1952 gegründete Sankt-Georgs-Pfadfinderschaft, die Freiwillige Feuerwehr und der Lintorfer Tennisclub von 1972. Die 1976 gegründete Lintorfer Werbegemeinschaft richtet im Jahreslauf unter anderem das Dorffest (September), das Weinfest (Mai) und den Weihnachtsmarkt (Dezember) aus. Die St. Sebastianus Schützenbruderschaft Lintorf 1464 veranstaltet an jedem dritten Wochenende im August das Schützenfest mit angeschlossener Kirmes. Ferner sind die Fronleichnamsprozession, die regelmäßigen Trödelmärkte am Dickelsbach oder das Tennenfest auf dem Beekerhof zu nennen.

## Sehenswertes

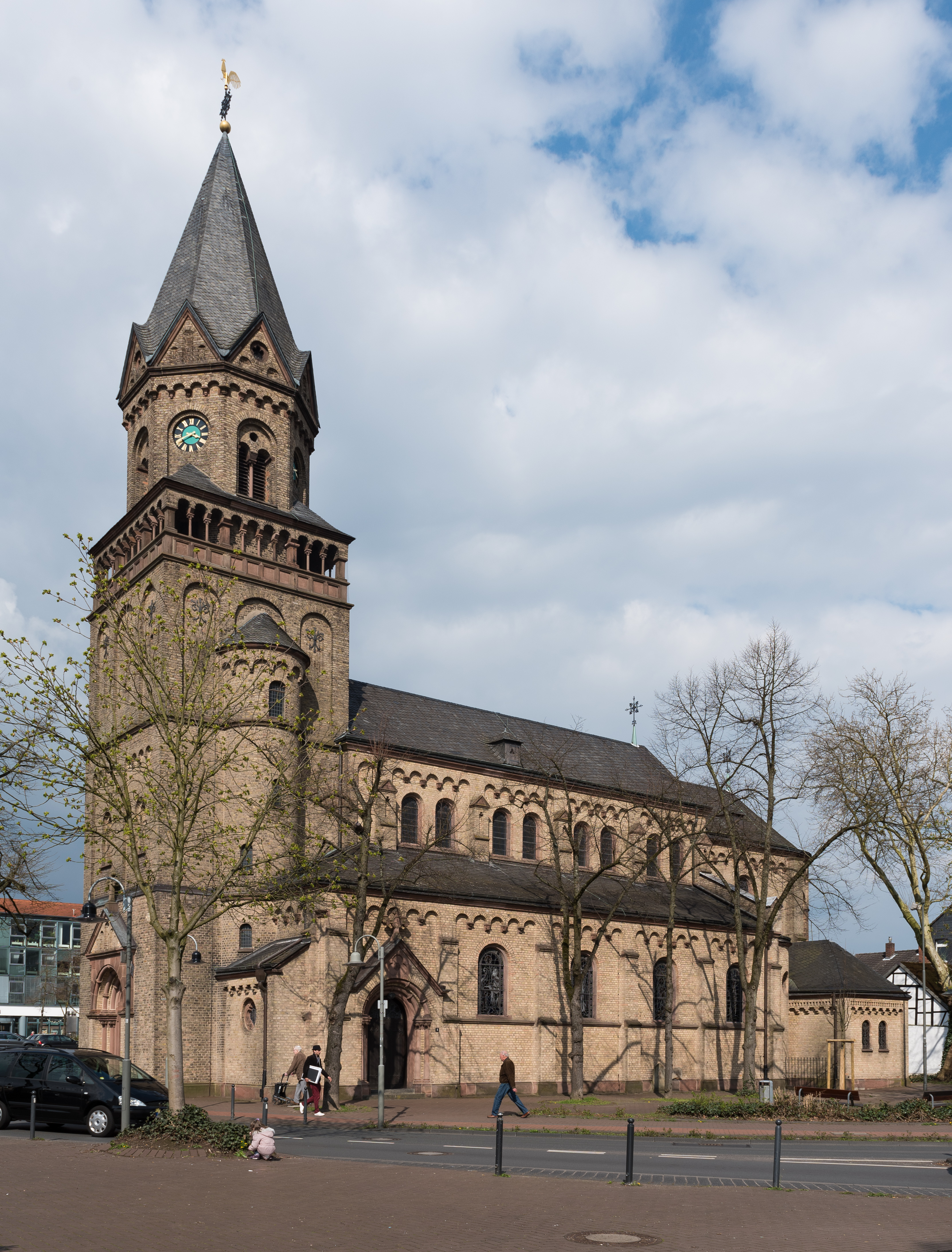
St. Anna

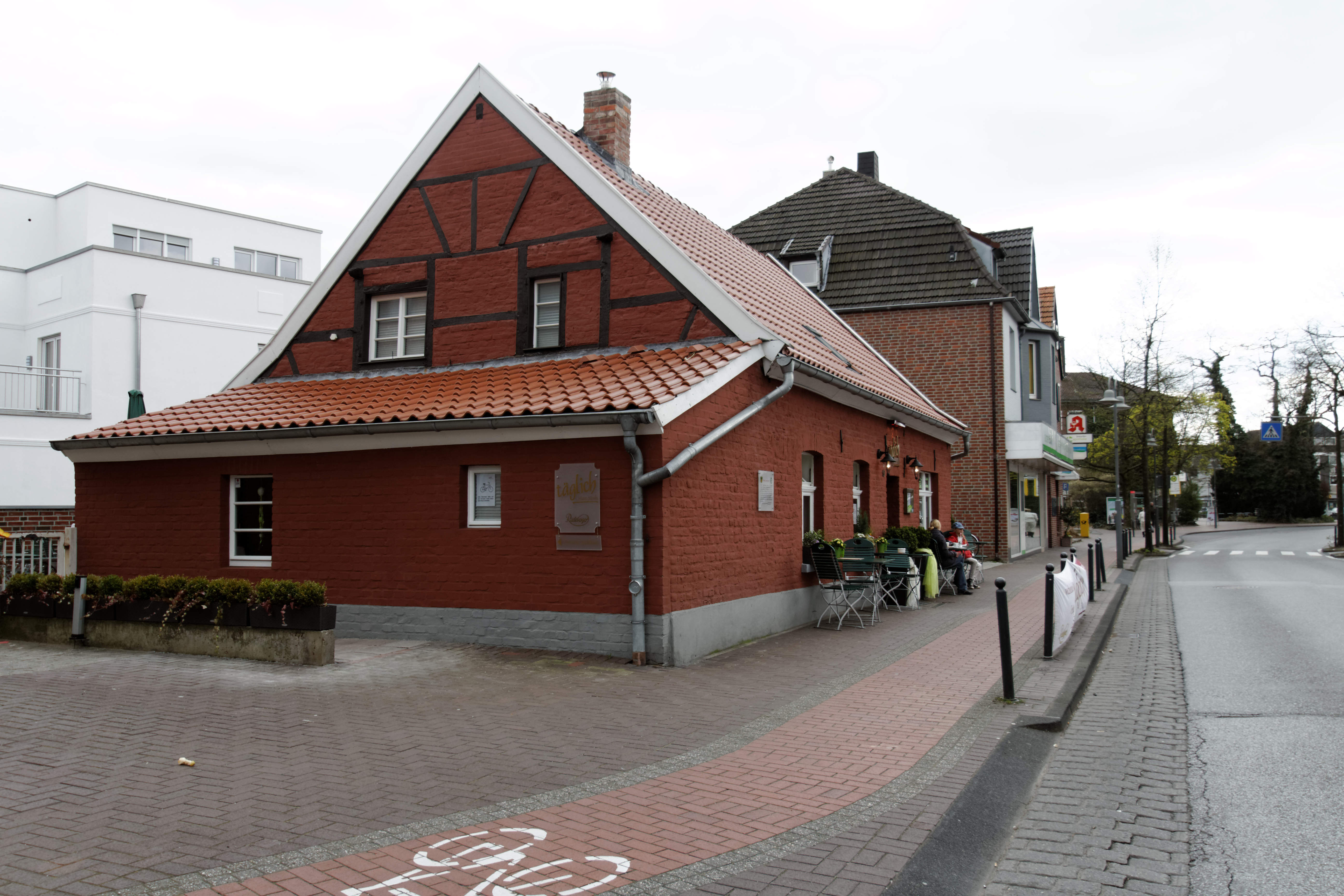
Haus Merks

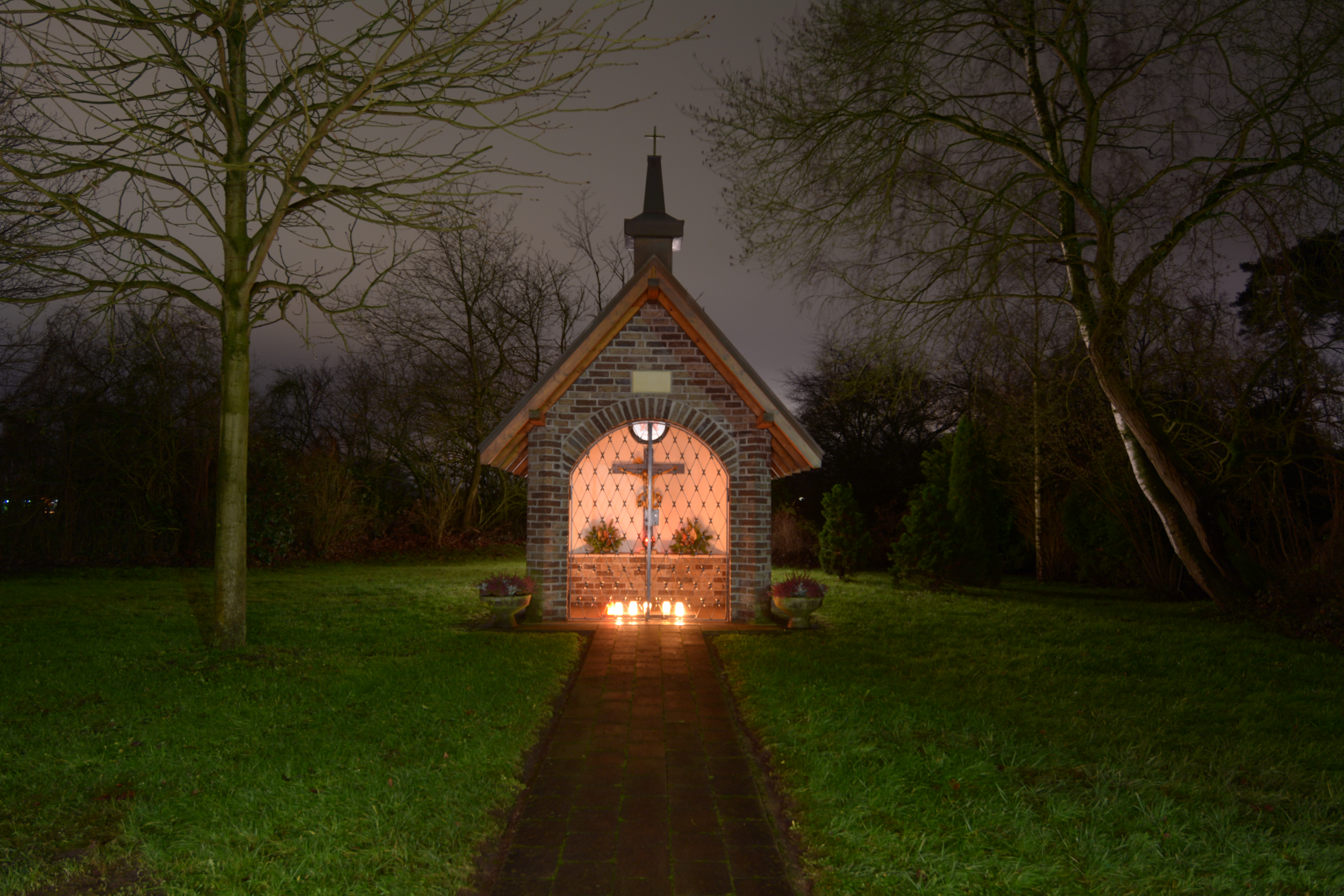
Kreuzkapelle an der Kalkumer Straße in Lintorf, Richtung Angermund

- Römisch-katholische Pfarrkirche St. Anna[33], dreischiffige, neuromanische Säulenbasilika, 1877/1878 von A. Lange errichtet,[34] mit bemerkenswerter Raumausmalung der Erbauungszeit von Heinrich Nüttgens und mit Glasgemälden von A. Derix und J. Strater (1947/1949).
- Römisch-katholische Kirche St. Johannes (Pfarrer von Ars), erbaut 1964–1965 von Hubert Brauns und Richard Janeschitz-Kriegl[35] mit Glasfenstern von Jochem Poensgen[36]
- Evangelische Kirche, schlichter Saalbau von 1867 mit vorgestelltem Turm; Orgel von Robert Knauf
- Helpensteinmühle
- Altes Rathaus (erbaut 1955/56, bis 1975 Verwaltungssitz des Amtes Angerland)
- Haus Merks an der Speestraße
- Beekerhof, mittelalterliche Hofsiedlung
- Oberste Mühle, Krummenweger Straße
- denkmalgeschützte Trinkerheilstätten Siloah (1879) und Bethesda (1901), Thunesweg.

Ferner stehen unter Denkmalschutz: der Bürgershof, die älteste Wirtschaft in der Umgebung (seit 1567), der Vogelshanten (An den Hanten 7–9), die Neue Kämp (Hülsenbergweg 160), die Fachwerkhäuser Am Pöstchen 101 und 104, der alte Friedhof an der Duisburger Straße, der bis 1947 belegt wurde, der Tönniskamp (An der Renn 81/83), die Hoffmann-Werke am Breitscheider Weg, der Friedrichskothen (evangelischer Kindergarten), das Haus Achter Winter (Krummenweger Straße 223), Haus Benne (An der Renn 51) und die heutige Gaststätte Gut Porz am Hülsenbergweg.

## Persönlichkeiten
- Johann Peter Melchior (1747–1825), Bildhauer und Porzellankünstler
- Jakob Oswald Hoffmann (1896–1972), deutscher Unternehmer, siehe Hoffmann-Werke Lintorf
- Kurt Krüger (1920–2003), Fußballspieler
- Dieter Nuhr (* 1960), deutscher Kabarettist
- Hans Steingen (* 1963), deutscher Komponist
- Claudia Jung (* 1964), deutsche Sängerin
- Bastian Fleermann (* 1978), deutscher Historiker